# Servant Leadership
Servant Leadership ist eine von Robert Greenleaf begründete Philosophie der Führung und ein etablierter Ansatz der Führungsforschung. Sie beschreibt das Wirken von Führenden als Dienst am Geführten, mithin als dienendes Führen im Gegensatz zum beherrschenden Führen.

## Ansatz
Der Servant Leadership-Ansatz beinhaltet eine kompromisslose Ausrichtung der Führung auf die Interessen der Geführten: „Ein Servant Leader liebt Menschen und möchte ihnen helfen. Die Mission des Servant Leaders ist es daher, die Bedürfnisse anderer zu identifizieren und zu versuchen, diese Bedürfnisse zu befriedigen.“ (Kent Keith, CEO des Greenleaf Center for Servant Leadership.) Die Idee des dienenden Führens beschreibt schon Friedrich der Große: „Der Herrscher ist der erste Diener des Staates. Er wird gut besoldet, damit er die Würde seines Standes aufrechterhalte. Man fordert aber von ihm, dass er werktätig für das Wohl des Staates arbeite und […] die Hauptgeschäfte mit Sorgfalt leite.“ Der Begründer des Servant Leadership, Robert Greenleaf, gibt an, beim Lesen von Hermann Hesses Morgenlandfahrt auf die Idee des Servant Leadership gekommen zu sein.
In der heutigen Praxis des Managements ist das Prinzip des dienenden Führers umstritten, findet jedoch immer wieder Befürworter:
- Der ehemalige Vorsitzende der Geschäftsführung der Robert Bosch GmbH, Hans Lutz Merkle (1979), „daß Dienen und Führen keine Gegensätze seien, sondern daß Führungseignung aus der Bereitschaft zum Dienen hervorgehe. Führen sei also eine besondere Kategorie des Dienens.“[4]
- Ex-Telekom-Personalvorstand Thomas Sattelberger: „In einem Dienstleistungsunternehmen muss Führung eine ausgeprägt dienende Komponente haben und nicht als Positionsmacht gelebt werden. […] Offensichtlich habe ich das nicht hingekriegt.“[5]
- Benediktinermönch und Managementberater Anselm Grün: „Unterwürfig, zögernd, zaghaft: Der Begriff der Demut ist in der Wirtschaft verloren gegangen, weil er negativ besetzt ist. Dabei ist die Demut gerade eine der Tugenden, die Führungskräfte am meisten brauchen. Denn führen heißt: dienen“.[6]

## Empirische Befunde
Laut einer Metaanalyse aus 318 empirischen Studien mit insgesamt über 148.000 Personen hat der Servant Leadership-Ansatz einen starken Einfluss auf die Jobzufriedenheit der Mitarbeiter. So war von 14 untersuchten Führungsstilen der Zusammenhang zwischen Führung und Jobzufriedenheit am zweithöchsten bei Servant leadership (r = 0,73).

## Anwendung
Servant Leadership gewinnt gerade im Kontext der Digitalisierung zunehmend an Bedeutung. In einem im Fachmagazin „OrganisationsEntwicklung“ erschienenen Artikel legten die Autoren dar, wie Servant Leadership helfen kann Technostress zu reduzieren.

## Abgrenzung
Der durch die sozialrevolutionären Neozapatistas verfolgte Führungsgrundsatz „Gehorchend befehlen“ ähnelt dem Servant-Leadership-Ansatz nur ansatzweise, da die Führenden durch Rotationsprinzip und imperatives Mandat noch stärker an Bedürfnisse und Willen der Geführten gebunden sind.

## Weiterführende Literatur
- Dirk van Dierendonck: Servant Leadership – A Review and Synthesis. In: Journal of Management. July 2011 (37), S. 1228–1261.
- Robert K. Greenleaf: The Servant as Leader. Neuauflage. The Robert K Greenleaf Center, 1991, OCLC 24918113. (Erstauflage 1970)
- Hans H. Hinterhuber, Anna Maria Pircher-Friedrich, Leonhard J. Schnorrenberg (Hrsg.): Servant Leadership: Prinzipien dienender Unternehmensführung. Erich Schmidt Verlag, 2007, ISBN 978-3-503-09785-2.
- Emily M. Hunter, Mitchell J. Neubert, Sara Jansen Perry, L. A. Witt, Lisa M. Penney, Evan Weinberger: Servant leaders inspire servant followers – Antecedents and outcomes for employees and the organization. In: The Leadership Quarterly. 2013 (24), S. 316–331.
- Markus Krost, Boris Kaehler: Servant Leadership – Die Führungskraft als Diener? In: Personalführung. Heft 6/2010, S. 54–56. (online auf der Webseite der Deutschen Gesellschaft für Personalführung)
- Fons Trompenaars, Ed Voerman: Servant-Leadership across cultures. Infinite Ideas, Oxford 2009, ISBN 978-1-905940-99-8.
- Gary A. Yukl: Leadership in Organizations. 8. Auflage. Pearson, Boston u. a. 2013, ISBN 978-0-273-76566-0, S. 336–338.